# Lo sceicco rosso
Lo sceicco rosso è un film del 1962 diretto da Fernando Cerchio.